# Ethoxidy

Ethoxidový anion

Ethoxidy (také nazývané ethanoláty) jsou organické soli patřící mezi alkoxidy. Ethoxid sodný a ethoxid draselný se běžně používají, známé jsou rovněž ethoxidy jiných kationtů jako například ethoxid titaničitý.

## Ethoxidový anion
Ethoxidový anion má vzorec CH3CH2O− a je konjugovanou zásadou ethanolu. Jedná se o velmi silnou organickou zásadu, dokonce silnější než anorganický hydroxidový ion. Kvůli tomu musejí být roztoky ethoxidů prosté vody; ethoxid odstraňuje proton z vody za vzniku hydroxidu a ethanolu.